# BK Volna Sint-Petersburg
Basketbolny kloeb Volna Sint-Petersburg (Russisch: Баскетбольный клуб Волна Санкт-Петербург) was een damesbasketbalclub uit Sint-Petersburg, Rusland, die uitkwam in de Russische superliga A. Volna betekent Golf.

## Geschiedenis
Het damesteam dat ontstond in het sportcomplex van Volna, was een vaste deelnemer in het kampioenschap van de stad Leningrad. Met de komst van de geëerde coach van de USSR Stanislav Geltsjinski, die haar vaste hoofdtrainer was, betrad het team de eerste divisie van het USSR-kampioenschap, waar het bleef tot de ineenstorting van de Sovjet-Unie. De basis van het team was in de loop van de geschiedenis voornamelijk lokale basketbalspelers. In het seizoen 1992/93 debuteerde het team in het Russisch kampioenschap en werd het 10e. In de daaropvolgende jaren balanceerde het team tussen de 5e en 7e plaats. Het eerste belangrijke succes van de club vond plaats in het seizoen 1996/97, toen ze de play-offs bereikten vanaf de 4e plaats. In de halve finales tegen CSKA Moskou en in de wedstrijd om de 3e plaats tegen Dinamo Moskou werden ze met 0-2 weggespeeld. Ondanks de positieve resultaten werd de financieringskwesties van het team elk jaar scherper. Omdat ze niet genoeg steun van de stedelijke autoriteiten krijgt, begint het team geleidelijk aan in de schulden te raken. De leidende spelers gingen in de uitverkoop, wat consequenties had voor de resultaten van het team. Op het einde, in het seizoen 2001/02, degradeert Volna naar de lagere divisie. Na een jaar in de "Superliga B" gespeeld te hebben, werd het team ontbonden.

## Erelijst
- Landskampioen Rusland:
  - Derde: 2000

## Bekende (oud)-spelers
| - Natalja Aleksejeva - Olga Fjodorova - Anastasia Fomina - Olga Gorochova - Aleksandra Koelitsjeva - Ksenia Lapteva - Joelia Mironova - Natalja Perevoznikova - Maria Stepanova - Natalja Vodopjanova - Oksana Zakaljoechnaja |

## Bekende (oud)-coaches
- - Stanislav Geltsjinski (1983-2003)